# 丰予海峡

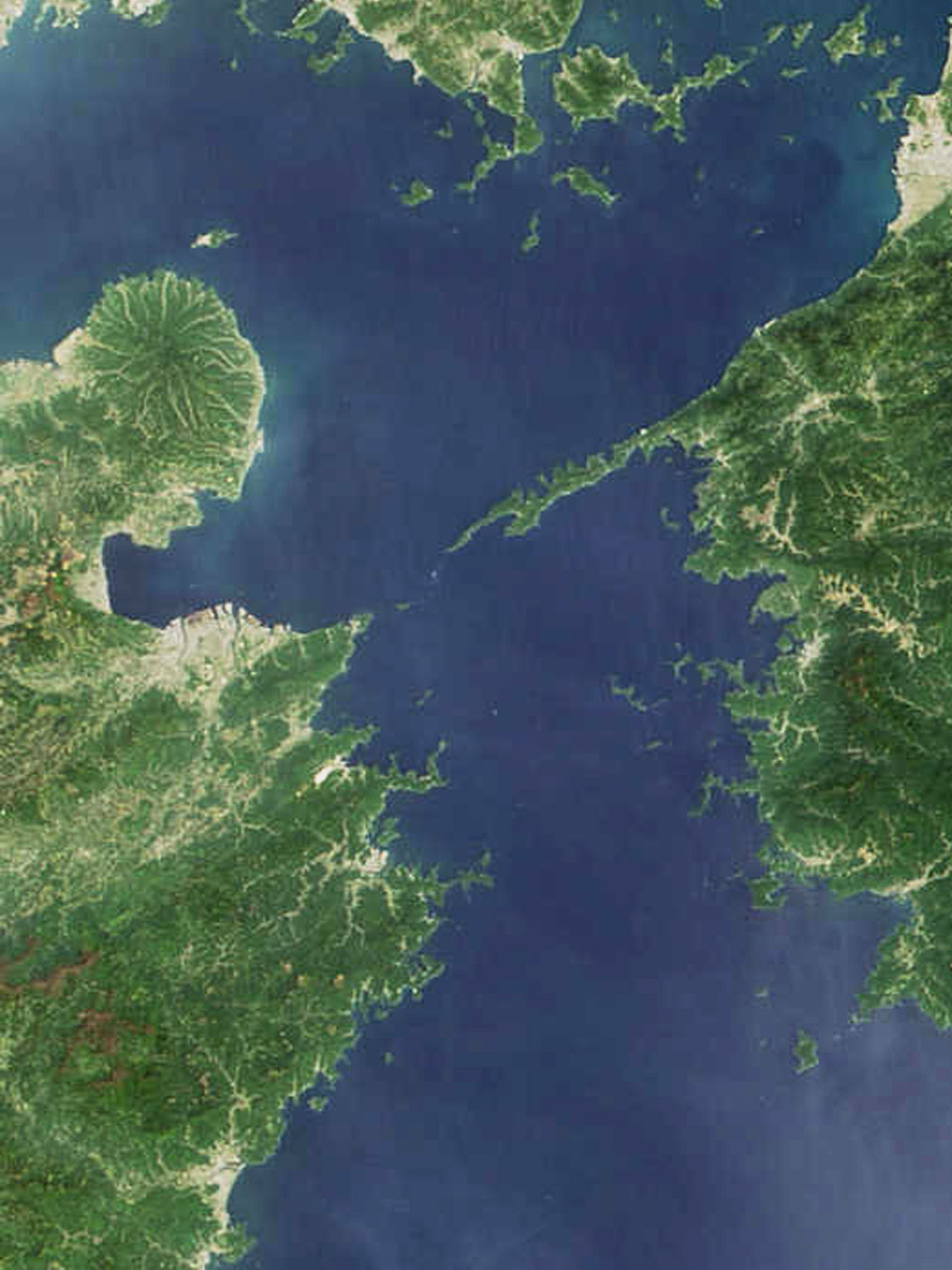

豐予海峽（日语：〔〕／ Hōyo Kaikyō），亦稱速吸瀬戶，是豐後水道最窄處，位于日本九州島与四國島之間，溝通太平洋與瀨戶内海，僅有14公里寬。
豐予海峡是日本的渔业所依据的重要渔场，日本政府计划修建的四國新幹線也準備经过这里进入四國島。
33°18′00″N 131°58′01″E / 33.300°N 131.967°E